# El largo viaje
El largo viaje (Le grand voyage) es una película de carretera y drama franco-marroquí dirigida por Ismaël Ferrouki y estrenada en 2005.

## Sinopsis
Un viaje de 4.800 km con una persona con la que no se tiene nada en común puede ser un martirio, pero Réda, un joven que vive en el sur de Francia y su padre inician un camino hacia la comunicación y la comprensión. El viaje comienza cuando el padre de Réda, le exige a éste que le acompañe en su peregrinaje a La Meca, justo unas semanas antes de empezar sus exámenes de ingreso en la universidad. Réda y su padre se observan y aprenden a conocerse mientras atraviesan Italia, Serbia y Montenegro, Bulgaria, Turquía, Siria y Jordania, hasta alcanzar Arabia Saudí.

## Comentario
Ismaël Ferroukhi (L'Exposé) se basó en una historia personal para narrar esta película de silencios entre un padre y un hijo. Mediante este viaje, Ismaël refleja como aprendió a no rechazar sus orígenes, su cultura y a "rehumanizar una comunidad con la reputación manchada por una minoría extrema". El director francés de origen árabe tuvo grandes problemas para rodar "El largo viaje", con la que ganó el León a la Mejor Ópera Prima en el Festival de Venecia, debido al toque de queda en Serbia, la cercana Guerra de Irak, los problemas burocráticos para rodar escenas en mezquitas en Turquía o la incesante marea de gente que rodea a La Meca.

## Premios
- Mostra de Venezia 2004
- Festival International du Film Francophone de Namur 2004